# Ronald K. Hoeflin
Ronald K. Hoeflin (ur. 23 lutego 1944 w Ochlocknee) – filozof, twórca testów inteligencji oraz założyciel kilku organizacji dla ludzi z wysokim ilorazem inteligencji, w tym The Prometheus Society. Obdarzony wyjątkową pamięcią, już w dzieciństwie potrafił podać wartość liczby pi z dokładnością dwustu miejsc po przecinku.
W 1988 otrzymał American Philosophical Association’s Rockefeller Prize za artykuł Theories of Truth: A Comprehensive Synthesis.